# ایمپلنت بیگانه
در یوفوشناسی، ایمپلنت‌های بیگانه اصطلاحی است که برای توصیف اجسام فیزیکی که گفته می‌شود پس از ربوده شدن توسط بیگانگان در بدن شخصی قرار گرفته‌است، استفاده می‌شود.

## فرهنگ عامه
ایمپلنت‌های بیگانه، که به صورت سوزن‌های کوچکی در گردن و شکم قربانی قرار می‌گیرند، برای اولین بار در فیلم مهاجمان از مریخ در سال ۱۹۵۳ ظاهر شدند.